# Остащенко, Роман Гаврилович
Роман Гаврилович Остащенко (род. 26 сентября 1992 года, Москва, Россия) — российский гандболист, левый крайний клуба «Чеховские медведи» и сборной России. Мастер спорта России.

## Карьера
Начинал играть в гандбольном клубе «Кунцево». Профессиональную карьеру начал в команде «Чеховские медведи». 
Играл за сборную России на чемпионатах мира 2019 и 2021 годов, а также на чемпионате Европы 2022 года. Всего за сборную сыграл более 50 матчей.

## Достижения
- Чемпион России: 2014–2022
- Победитель Кубка России: 2015, 2016, 2018–2021
- Обладатель Суперкубка России: 2014–2021